# رشيد براون
رشيد براون (بالهولندية: Rashid Browne)‏ (28 سبتمبر 1993 بروتردام في هولندا - ) هو لاعب كرة قدم هولندي في مركز الوسط. لعب مع نادي بوتوشاني والمير سيتي.

## روابط خارجية
- رشيد براون على موقع قاعدة بيانات كرة القدم.إي يو (الإنجليزية)
- رشيد براون على موقع Soccerway.com (الإنجليزية)
- رشيد براون على موقع عالم كرة القدم.نت (الإنجليزية)